# Ricardo Sousa
Ricardo André Pinho de Sousa (São João da Madeira, 11 januari 1979) is een Portugees voormalig voetballer die als middenvelder voor onder andere FC Porto, Hannover 96 en BV De Graafschap speelde. Momenteel is hij actief als trainer. Sousa is de zoon van António Augusto Gomes de Sousa, die voor onder andere FC Porto en Sporting Lissabon speelde.

## Carrière
Ricardo Sousa speelde in de jeugd van AD Sanjoanense, waar hij ook in het eerste elftal speelde. In 1997 vertrok hij naar FC Porto, wat hem achtereenvolgens aan SC Beira-Mar, CD Santa Clara, weer SC Beira-Mar en CF Os Belenenses verhuurde. Sousa speelde in totaal 5 wedstrijden voor FC Porto, waaronder twee wedstrijden in de groepsfase van de Champions League tegen Molde FK en Olympiakos Piraeus. In 2002 vertrok hij bij Porto, en speelde twee seizoenen in de Primeira Liga met SC Beira-Mar en Boavista FC. Hierna maakte hij de overstap naar Hannover 96, maar omdat hij weinig in actie kwam werd hij de tweede helft van het seizoen 2004/05 verhuurd aan BV De Graafschap. Het seizoen erna kwam hij meer aan spelen toe bij Hannover, maar na weer een jaar te zijn verhuurd, ditmaal aan Boavista FC, vertrok hij in 2007 naar het Cypriotische Omonia Nicosia. Hier speelde hij ook slechts een half jaar, waarna hij in Duitsland terugkeerde bij Offenbacher FC Kickers 1901. Van 2008 tot 2016 speelde hij op lagere niveaus van Portugal bij SC Beira-Mar, União Leiria, UD Oliveirense, SC São João de Ver en GD Gafanha, met een buitenlands avontuur bij het Sloveense NK Drava Ptuj tussendoor in 2009. Hierna werd hij trainer van diverse clubs op lagere niveaus in Portugal.

### Statistieken
| Seizoen                   | Club                   | Competitie      | Competitie | Competitie | Beker | Beker | Internationaal | Internationaal | Overig | Overig | Totaal | Totaal |
| Seizoen                   | Club                   | Competitie      | Wed.       | Dlp.       | Wed.  | Dlp.  | Wed.           | Dlp.           | Wed.   | Dlp.   | Wed.   | Dlp.   |
| ------------------------- | ---------------------- | --------------- | ---------- | ---------- | ----- | ----- | -------------- | -------------- | ------ | ------ | ------ | ------ |
| 1996/97                   | AD Sanjoanense         | Segunda Divisão | 28         | 7          | 1     | 0     | –              | –              | –      | –      | 29     | 7      |
| 1998/99                   | → SC Beira-Mar         | Primeira Liga   | 14         | 5          | 6     | 3     | –              | –              | –      | –      | 20     | 8      |
| 1999/00                   | FC Porto               | Primeira Liga   | 1          | 0          | 0     | 0     | 2              | 0              | 2      | 0      | 5      | 0      |
| 1999/00                   | FC Porto B             | Segunda Divisão | 2          | 1          | –     | –     | –              | –              | –      | –      | 2      | 1      |
| 1999/00                   | → CD Santa Clara       | Primeira Liga   | 17         | 2          | 1     | 0     | –              | –              | –      | –      | 18     | 2      |
| 2000/01                   | → SC Beira-Mar         | Primeira Liga   | 27         | 11         | 1     | 0     | –              | –              | –      | –      | 28     | 11     |
| 2001/02                   | FC Porto               | Primeira Liga   | 0          | 0          | 0     | 0     | 0              | 0              | 0      | 0      | 0      | 0      |
| 2001/02                   | FC Porto B             | Segunda Divisão | 4          | 0          | –     | –     | –              | –              | –      | –      | 4      | 0      |
| 2001/02                   | → CF Os Belenenses     | Primeira Liga   | 14         | 2          | 0     | 0     | –              | –              | –      | –      | 14     | 2      |
| 2002/03                   | SC Beira-Mar           | Primeira Liga   | 33         | 11         | 1     | 0     | –              | –              | –      | –      | 34     | 11     |
| 2003/04                   | Boavista FC            | Primeira Liga   | 32         | 14         | 1     | 0     | –              | –              | –      | –      | 33     | 14     |
| 2004/05                   | Hannover 96            | Bundesliga      | 5          | 0          | 1     | 0     | –              | –              | –      | –      | 6      | 0      |
| 2004/05                   | → BV De Graafschap     | Eredivisie      | 10         | 0          | 0     | 0     | –              | –              | 0      | 0      | 10     | 0      |
| 2005/06                   | Hannover 96 II         | Oberliga Nord   | 1          | 0          | –     | –     | –              | –              | –      | –      | 1      | 0      |
| 2005/06                   | Hannover 96            | Bundesliga      | 13         | 1          | 1     | 1     | –              | –              | –      | –      | 14     | 2      |
| 2006/07                   | → Boavista FC          | Primeira Liga   | 16         | 2          | 2     | 1     | –              | –              | –      | –      | 18     | 3      |
| 2007/08                   | Omonia Nicosia         | A Divizion      | 4          | 0          | 0     | 0     | 3              | 1              | –      | –      | 7      | 1      |
| 2007/08                   | Offenbacher FC Kickers | 2. Bundesliga   | 16         | 1          | 0     | 0     | –              | –              | –      | –      | 16     | 1      |
| 2008/09                   | SC Beira-Mar           | Liga de Honra   | 6          | 0          | 1     | 1     | –              | –              | –      | –      | 7      | 1      |
| 2008/09                   | União Leiria           | Liga de Honra   | 4          | 0          | 0     | 0     | –              | –              | –      | –      | 4      | 0      |
| 2009/10                   | NK Drava Ptuj          | Prva Liga       | 6          | 1          | 1     | 0     | –              | –              | –      | –      | 7      | 1      |
| 2010/11                   | UD Oliveirense         | Segunda Liga    | 15         | 2          | 4     | 0     | –              | –              | –      | –      | 19     | 2      |
| 2012/13                   | SC São João de Ver     | Segunda Divisão | 4          | 1          | 0     | 0     | –              | –              | –      | –      | 4      | 1      |
| 2013/14                   | GD Gafanha             | Aveiro 1. Div.  | 22         | 7          | 0     | 0     | –              | –              | –      | –      | 22     | 7      |
| 2014/15                   | GD Gafanha             | CNS Série D     | 12         | 1          | 1     | 0     | –              | –              | –      | –      | 13     | 1      |
| Carrièretotaal            | Carrièretotaal         | Carrièretotaal  | 306        | 69         | 22    | 6     | 5              | 1              | 2      | 0      | 335    | 76     |
| Bijgewerkt op 9 juni 2018 |                        |                 |            |            |       |       |                |                |        |        |        |        |